# Contremoulins

Contremoulins este o comună în departamentul Seine-Maritime, Franța. În 1 ianuarie 2022 avea o populație de 167 de locuitori.